# EdX
edX is een joint venture tussen het Massachusetts Institute of Technology en de Harvard-universiteit die bekendgemaakt werd in mei 2012. Nog geen twee maanden later sloot ook UC Berkeley zich hierbij aan. edX zal voor een wereldwijd publiek kosteloos online cursussen aanbieden op universitair niveau. edX accepteert inschrijvingen sinds medio 2012 en de eerste cursussen zullen beginnen in september 2012.
In het eerste jaar zou er sprake zijn van gratis certificaten bij voltooiing, later is edX van plan hier een vergoeding voor te vragen. In de gratis cursussen worden geen toetsen afgelegd of opdrachten uitgevoerd. In de betaalde cursussen krijgt men opdrachten en toetsen waarbij de cursist voldoende punten moet behalen om een certificaat in ontvangst te mogen nemen. Wanneer de cursist onvoldoende punten scoort, dan wordt geen certificaat uitgereikt, ookal is er betaald voor de cursus. De deelname van Berkeley is opvallend, omdat hoogleraren van Berkeley al gratis cursussen hebben aangeboden via Coursera, een commerciële aanbieder van online-cursussen. Berkeley wil zich medio 2012 niet vastleggen op een keus voor een van beide platforms maar onderschrijft de werkwijze van edX, vooral de non-profit-opzet.
Twee Nederlandse universiteiten zijn momenteel aangesloten bij edX: de TU Delft deed dat als eerste en is contributing member; Wageningen Universiteit volgde enige jaren later. Beide universiteiten publiceren MOOCs, professional education courses en Micromasters op edX.

## Geschiedenis
edX is een vervolg op de ervaringen uit het 2011 (MITx-project) en de voorloper MIT OpenCourseWare en zal worden gebruikt voor onderzoek naar afstandsonderwijs.